# IC 3624
IC 3624 ist eine elliptische Galaxie vom Hubble-Typ E im Sternbild Jungfrau am Nordsternhimmel. Sie ist schätzungsweise 988 Millionen Lichtjahre von der Milchstraße entfernt und hat einen Durchmesser von etwa 90.000 Lichtjahren. 

Im selben Himmelsareal befinden sich u. a. die Galaxien NGC 4579, NGC 4606, IC 3604, IC 3643.
Das Objekt wurde am 10. Mai 1904 von Royal Harwood Frost entdeckt.